# Wahlkreis Bologna (Senato della Repubblica)
Der Wahlkreis Bologna ist seit 2017 ein Wahlkreis (italienisch collegio elettorale) für die Wahl des Senats.

## Von 2017 bis 2020

### Wahlkreisgebiet
Der Wahlkreis umfasste 26 Gemeinden: Alto Reno Terme, Bologna, Camugnano, Casalecchio di Reno, Castel d’Aiano, Castel di Casio, Castel San Pietro Terme, Castiglione dei Pepoli, Gaggio Montano, Grizzana Morandi, Lizzano in Belvedere, Loiano, Marzabotto, Medicina, Monghidoro, Monte San Pietro, Monterenzio, Monzuno, Ozzano dell’Emilia, Pianoro, San Benedetto Val di Sambro, San Lazzaro di Savena, Sasso Marconi, Valsamoggia, Vergato und Zola Predosa.

### Wahlergebnisse

#### Parlamentswahl 2018
| Kandidaten               | Kandidaten                    | Stimmen | %    | Listen                                      | Stimmen | %    |
| ------------------------ | ----------------------------- | ------- | ---- | ------------------------------------------- | ------- | ---- |
|                          | Pier Ferdinando Casinigewählt | 121.898 | 34,2 | Partito Democratico                         | 100.815 | 28,2 |
| +Europa                  | Pier Ferdinando Casinigewählt | 121.898 | 34,2 | 15.107                                      | 4,2     |      |
| Italia Europa Insieme    | Pier Ferdinando Casinigewählt | 121.898 | 34,2 | 3.575                                       | 1,0     |      |
| Civica Popolare          | Pier Ferdinando Casinigewählt | 121.898 | 34,2 | 2.401                                       | 0,7     |      |
|                          | Elisabetta Brunelli           | 99.824  | 28,0 | Lega                                        | 53.614  | 15,0 |
| Forza Italia             | Elisabetta Brunelli           | 99.824  | 28,0 | 33.245                                      | 9,3     |      |
| Fratelli d’Italia        | Elisabetta Brunelli           | 99.824  | 28,0 | 11.526                                      | 3,2     |      |
| Noi con l’Italia – UDC   | Elisabetta Brunelli           | 99.824  | 28,0 | 1.439                                       | 0,4     |      |
|                          | Michela Montevecchi           | 87.052  | 24,4 | Movimento 5 Stelle                          | 87.052  | 24,4 |
|                          | Vasco Errani                  | 30.937  | 8,7  | Liberi e Uguali                             | 30.937  | 8,7  |
|                          | Francesca Fortuzzi            | 7.178   | 2,0  | Potere al Popolo!                           | 7.178   | 2,0  |
|                          | Walter Aiello                 | 3.003   | 0,8  | Partito Comunista                           | 3.003   | 0,8  |
|                          | Giulia Stampacchia            | 1.957   | 0,5  | Il Popolo della Famiglia                    | 1.957   | 0,5  |
|                          | Massimiliano Palmieri         | 1.709   | 0,5  | CasaPound Italia                            | 1.709   | 0,5  |
|                          | Katia Giannini                | 1.405   | 0,4  | Italia agli Italiani (FT – FN)              | 1.405   | 0,4  |
|                          | Michele Terra                 | 816     | 0,2  | Per una Sinistra Rivoluzionaria (SCR – PCL) | 816     | 0,2  |
|                          | Olindo Ferri                  | 586     | 0,2  | Partito Repubblicano Italiano – ALA         | 586     | 0,2  |
|                          | Pietro Ricca                  | 506     | 0,1  | Destre Unite                                | 506     | 0,1  |
| Gesamt                   | Gesamt                        | 356.871 | 100  |                                             | 356.871 | 100  |
|                          |                               |         |      |                                             |         |      |
| Ungültige Stimmen        | Ungültige Stimmen             | 9.775   | 2,7  |                                             |         |      |
| Wähler                   | Wähler                        | 366.646 | 77,6 |                                             |         |      |
| Wahlberechtigte          | Wahlberechtigte               | 472.197 |      |                                             |         |      |
|                          |                               |         |      |                                             |         |      |
| Quelle: Innenministerium |                               |         |      |                                             |         |      |

## Seit 2020
| Wahlkreise – Senato della Repubblica – Emilia-Romagna | Wahlkreise – Senato della Repubblica – Emilia-Romagna | Wahlkreise – Senato della Repubblica – Emilia-Romagna |
| Provinz                                               | Provinz                                               | Gemeinden nach Provinzen ⮞ Wahlkreis                  |
| ----------------------------------------------------- | ----------------------------------------------------- | ----------------------------------------------------- |
|                                                       | Metropolitanstadt Bologna (55 Gemeinden)              | 53 ⮞ Wahlkreis Bologna 2 ⮞ Wahlkreis Modena           |
|                                                       | Provinz Ferrara (21 Gemeinden)                        | alle ⮞ Wahlkreis Ravenna                              |
|                                                       | Provinz Forlì-Cesena (30 Gemeinden)                   | alle ⮞ Wahlkreis Rimini                               |
|                                                       | Provinz Modena (47 Gemeinden)                         | 40 ⮞ Wahlkreis Modena 7 ⮞ Wahlkreis Bologna           |
|                                                       | Provinz Parma (44 Gemeinden)                          | alle ⮞ Wahlkreis Parma                                |
|                                                       | Provinz Piacenza (46 Gemeinden)                       | alle ⮞ Wahlkreis Parma                                |
|                                                       | Provinz Ravenna (18 Gemeinden)                        | alle ⮞ Wahlkreis Ravenna                              |
|                                                       | Provinz Reggio Emilia (42 Gemeinden)                  | 29 ⮞ Wahlkreis Modena 13 ⮞ Wahlkreis Parma            |
|                                                       | Provinz Rimini (27 Gemeinden)                         | alle ⮞ Wahlkreis Rimini                               |

### Wahlkreisgebiet
Der Wahlkreis umfasst 53 von 55 Gemeinden der Metropolitanstadt Bologna (ohne Gaggio Montano und Lizzano in Belvedere) und 7 Gemeinden der Provinz Modena (Castelvetro di Modena, Guiglia, Marano sul Panaro, Savignano sul Panaro, Spilamberto, Vignola und Zocca).

### Wahlergebnisse

#### Parlamentswahl 2022
| Kandidaten                          | Kandidaten                    | Stimmen | %    | Listen                                                  | Stimmen | %    |
| ----------------------------------- | ----------------------------- | ------- | ---- | ------------------------------------------------------- | ------- | ---- |
|                                     | Pier Ferdinando Casinigewählt | 232.069 | 40,1 | Partito Democratico – Italia Democratica e Progressista | 173.472 | 29,9 |
| Alleanza Verdi e Sinistra           | Pier Ferdinando Casinigewählt | 232.069 | 40,1 | 35.032                                                  | 6,0     |      |
| +Europa                             | Pier Ferdinando Casinigewählt | 232.069 | 40,1 | 21.735                                                  | 3,8     |      |
| Impegno Civico – Centro Democratico | Pier Ferdinando Casinigewählt | 232.069 | 40,1 | 1.830                                                   | 0,3     |      |
|                                     | Vittorio Sgarbi               | 187.217 | 32,3 | Fratelli d’Italia                                       | 125.739 | 21,7 |
| Lega per Salvini Premier            | Vittorio Sgarbi               | 187.217 | 32,3 | 33.656                                                  | 5,8     |      |
| Forza Italia                        | Vittorio Sgarbi               | 187.217 | 32,3 | 25.169                                                  | 4,3     |      |
| Noi Moderati                        | Vittorio Sgarbi               | 187.217 | 32,3 | 2.653                                                   | 0,5     |      |
|                                     | Fabio Selleri                 | 62.908  | 10,9 | Movimento 5 Stelle                                      | 62.908  | 10,9 |
|                                     | Marco Lombardi                | 54.262  | 9,4  | Azione – Italia Viva                                    | 54.262  | 9,4  |
|                                     | Marco Odorici                 | 13.483  | 2,3  | Unione Popolare                                         | 13.483  | 2,3  |
|                                     | Daniele Mattei                | 9.297   | 1,6  | Italexit per l’Italia                                   | 9.297   | 1,6  |
|                                     | Riccardo Paccosi              | 7.778   | 1,3  | Italia Sovrana e Popolare                               | 7.778   | 1,3  |
|                                     | Stefano Montanari             | 6.188   | 1,1  | Vita                                                    | 6.188   | 1,1  |
|                                     | Alessanrro Capucci            | 3.686   | 0,6  | Partito Animalista – UCDL – 10 Volte Meglio             | 3.686   | 0,6  |
|                                     | Maurizio Baldacci             | 1.293   | 0,2  | Alternativa per l’Italia (PdF – Exit)                   | 1.293   | 0,2  |
|                                     | Bruno Saivini                 | 678     | 0,1  | Destre Unite                                            | 678     | 0,1  |
|                                     | Gianni Catelani               | 393     | 0,1  | Noi di Centro – Europeisti                              | 393     | 0,1  |
| Gesamt                              | Gesamt                        | 579.252 | 100  |                                                         | 579.252 | 100  |
|                                     |                               |         |      |                                                         |         |      |
| Ungültige Stimmen                   | Ungültige Stimmen             | 21.809  | 3,6  |                                                         |         |      |
| Wähler                              | Wähler                        | 601.061 | 73,9 |                                                         |         |      |
| Wahlberechtigte                     | Wahlberechtigte               | 813.205 |      |                                                         |         |      |
|                                     |                               |         |      |                                                         |         |      |
| Quelle: Innenministerium            |                               |         |      |                                                         |         |      |